# Gulf Oil Corporation
Gulf Oil Corporation byla společnost obchodující s ropnými produkty. Společnost byla roku 1985 prodána firmě Chevron.

## Historie

### Historie do druhé světové války
Gulf Oil Corporation vznikla expanzí původní petrolejářské společnosti J. M. Guffeye založené roku 1901. Později ve stejném roce byla v Port Arthuru založena Gulf Refining Company of Texas za účelem úpravy a prodeje surové ropy. Pouze díky kvalitnímu managementu překonaly obě společnosti počáteční krizi zapříčiněnou vysokými investicemi a snižováním odbytu ropy během prvních pěti let. V roce 1906 se část produkce přesunula do Oklahomy, kde byla zformována dceřiná společnost Gypsy Oil Company. Během následujících dvaceti let produkce společnosti neustále rostla a expandovala skoro do všech hlavních petrolejářských oblastí USA, Mexika a Venezuely.
Organizace společnosti byla typická spojením procesu produkce surové ropy a prodeje hotových produktů. Koncem dvacátých let se společnost rozhodla rozšířit prodejní kapacity. Částečně kvůli tomu byla společnost prudce zasažena ekonomickou depresí a skončila roku 1931 poprvé ve ztrátě. To vedlo ke změně vnitřní organizace společnosti (pronájem servisních stanic nezávislým provozovatelům, oddělení hlavních oblastí – produkce, transport, úprava, prodej). Další prosperitu společnosti podpořila zejména velká poptávka po ropě během druhé světové války.

### Historie po druhé světové válce
V roce 1950 měla společnost třicet dva tisíc spoluvlastníků, čtyřicet tři tisíc zaměstnanců, deset tisíc mil potrubí a operovala v USA, Venezuele, Kuvajtu, Kanadě. Během padesátých let se Gulf spojil s B. F. Goodrich Company a vytvořili Gulf-Goodrich Chemicals, koupili Warren Petroleum Corporation a navýšil svůj podíl v British American Oil Company. Mezníkem ve vývoji marketingu společnosti se stal rok 1966, kdy Gulf docílil pokrytí všech kontinentálních států USA servisními stanicemi. V roce 1967 začal Gulf podnikat v oblasti nukleární technologie v rámci dceřiné společnosti Gulf General Atomic Incorporated. Od roku 1968 sloužila Gulfu největší loď na světě, tanker Universe Ireland.
Společnost se dostala do problémů v 70. letech, protože se někteří z vrcholných manažerů zapletli do nelegálních politických machinací. V roce 1975 skončila také dlouhodobá spolupráce s Kuvajtem, kde byl zestátněn petrolejářský průmysl. Přestože Gulf ztratil mnoho svých ropných rezerv, byl v roce 1983 stále jednou ze šesti největších ropných společností v USA. Roku 1985 byl managementem odsouhlasen prodej Gulfu společnosti Chevron.